# 黑博尔茨海姆
黑博尔茨海姆（德語：Herbolzheim，發音：[ˈhɛʁbɔltsˌhaɪm] ⓘ）是德国巴登-符腾堡州弗赖堡行政区埃门丁根县的城市，面积35.48平方千米，2023年12月31日人口为11,242人。

## 友好城市
- 法國 锡斯特龙（1975年）
- 西班牙 奥利瓦（2000年）
- 斯洛伐克 克雷姆尼察（2004年）
- 波蘭 莫拉维察（英语：Morawica, Świętokrzyskie Voivodeship）（2007年）
- 德国 布里隆（2017年）